# Levante (regione storica)
Levante è un termine storico-geografico che si riferisce approssimativamente a un'ampia area del Medio Oriente delimitata a nord dalle montagne del Tauro, a ovest dal Mar Mediterraneo, a sud dal deserto arabico e a est dalla Mesopotamia. Il Levante non include l'Anatolia (anche se a volte vi si include la Cilicia) e la penisola arabica, ma comprende solitamente l'isola di Cipro. La penisola del Sinai viene inclusa, essa costituisce un ponte di terra che unisce il Levante all'Egitto.

## Storia del termine
Il termine inglese Levant venne usato originariamente nel senso più ampio di 'terre mediterranee a est dell'Italia'. Tale termine, usato per la prima volta nel 1497, deriva dal participio levant del verbo francese lever, che significa 'innalzare', a sua volta proveniente dal verbo latino levare. La parola si riferisce pertanto alle terre in direzione della levata del Sole, secondo la prospettiva del Mar Mediterraneo, analogamente alla parola araba Mashriq, 'la terra dove sorge il sole', che però ha confini diversi. La parola Levant divenne comune in inglese durante il XVI secolo, in concomitanza con la prima espansione mercantile inglese nella regione.
In italiano, Levante, nel senso di Mediterraneo orientale, è già attestato tra il XIII e il XIV secolo. Il termine originariamente indicava qualunque terra posta a est di un dato punto di riferimento. Ad esempio, nel Milione, Marco Polo scrive di Zipangu che "è una isola in levante".
Questo termine conobbe un periodo di "rinascita" durante il mandato esercitato dalla Francia su Siria e Libano dal 1920 al 1940, che furono chiamati Stati del Levante.
Oggi viene tipicamente usato sia negli studi di carattere archeologico sia negli studi di storia antica o medievale, come ad esempio nel caso delle crociate. In archeologia il termine divenne particolarmente popolare proprio durante i mandati francesi della Siria e del Libano, dato in quel periodo vennero scoperti dei siti archeologici di grande importanza, come Ebla, Mari e Ugarit. Dato che tali ritrovamenti archeologici non erano classificabili in modo inequivoco come mesopotamici, nordafricani o arabi, vennero chiamati levantini.
Solo occasionalmente la parola Levante viene ancora utilizzata in un contesto moderno per indicare eventi, Stati o parti di Stati della stessa regione, come ad esempio Israele, la Palestina oppure la totalità delle regioni a ovest della Siria e della Giordania.

## I levantini
Con il termine di levantini (detti anche franchi d'acquadolce) si indicavano gli abitanti dell'Asia minore provenienti dall'Italia (veneziani e genovesi), dalla Francia e più in generale da qualsiasi altro Paese mediterraneo, durante il periodo in cui quella regione venne conquistata dall'Impero ottomano. Queste genti erano principalmente mercanti o discendenti dei primi abitanti degli Stati crociati.
Quando l'Impero britannico prese il controllo della Palestina, dopo la prima guerra mondiale, il termine levantino veniva spesso usato dagli inglesi in modo dispregiativo per indicare gli abitanti di quelle zone di sangue misto, arabo ed europeo, oppure di sangue europeo (soprattutto francesi, italiani e greci) che avessero adottato gli usi e costumi locali.

## Altri nomi
In arabo si utilizza l'espressione Bilād al-Shām.(ﺑلاﺪ الشاﻢ) ossia "Terre di Shaam", dal nome utilizzato un tempo per indicare la città di Damasco.